# Hofherr Albert
Hofherr Albert (1868 – 1923) német származású magyar királyi tanácsos, gépész, a kispesti Hofherr és Schrantz Gépgyár vezérigazgatója,  gyáros. Hofherr Mátyás fia.

## Élete
Apjával és két testvérével együtt építette fel 1900-ban Kispesten a Hofherr és Schrantz Gépgyár gyárát. 1912-ben megvásárolta a bécsi Clayton & Shuttleworth gyárat, innentől fogva a négy gyáralapító nevének kezdőbetűi után HSCS néven működött tovább a vállalat. Az 1924-ben kifejlesztett első nyersolajtraktort a köznyelv Hofherrnek hívta. Gyártottak cséplő- és gyorsgőzgépeket, valamint mezőgazdasági kisgépeket. A király udvari tanácsosi címmel ismerte el tevékenységét. 1908. február 9-én a Kispesti általános Ipartestület díszelnökévé választották. A Láng Gépgyár négy tagú felügyelőbizottságának tagja volt. 1911-ben Kispest nemesi címmel ruházta fel „kispesti” előnévvel.

## Emlékezete
- Emléktáblája a Budapest, XVIII. kerületében a Gyöngyvirág utca 8. szám alatt látható, a valamikori Hofherr villában, ahol emlékszobát rendeztek be.
- Budapest, XIX. kerületében utcát neveztek el róla, mely az Üllői út és a Nagykőrősi út között található.